# 新潟站
新潟站（日语：〔〕／〔〕 Niigata eki */?）是東日本旅客鐵道（JR東日本）的鐵路車站，位於日本新潟縣新潟市中央區花園一丁目。新潟站也是上越新幹線的終點站與本州日本海側鐵路網的中心站。

## 車站構造
| 月台       | 路線              | 目的地                   | 備註                                        |
| ---------- | ----------------- | ------------------------ | ------------------------------------------- |
| 在來線月台 |                   |                          |                                             |
| 1 - 5      | ■信越本線         | 新津、長岡               | 在來線5號月台可同月台轉乘到新幹線11號線月台 |
| 1 - 5      | ■磐越西線         | 新津、五泉、會津若松方向 | 在來線5號月台可同月台轉乘到新幹線11號線月台 |
| 1 - 5      | ■白新線 ■羽越本線 | 豐榮、新發田、村上方向   | 在來線5號月台可同月台轉乘到新幹線11號線月台 |
| 1 - 5      | ■越後線           | 內野、吉田方向           | 在來線5號月台可同月台轉乘到新幹線11號線月台 |
| 新幹線月台 |                   |                          |                                             |
| 11－14     | 上越新幹線        | 高崎、東京方向           | 新幹線11號月台可同月台轉乘到在來線5號線月台 |

在來線
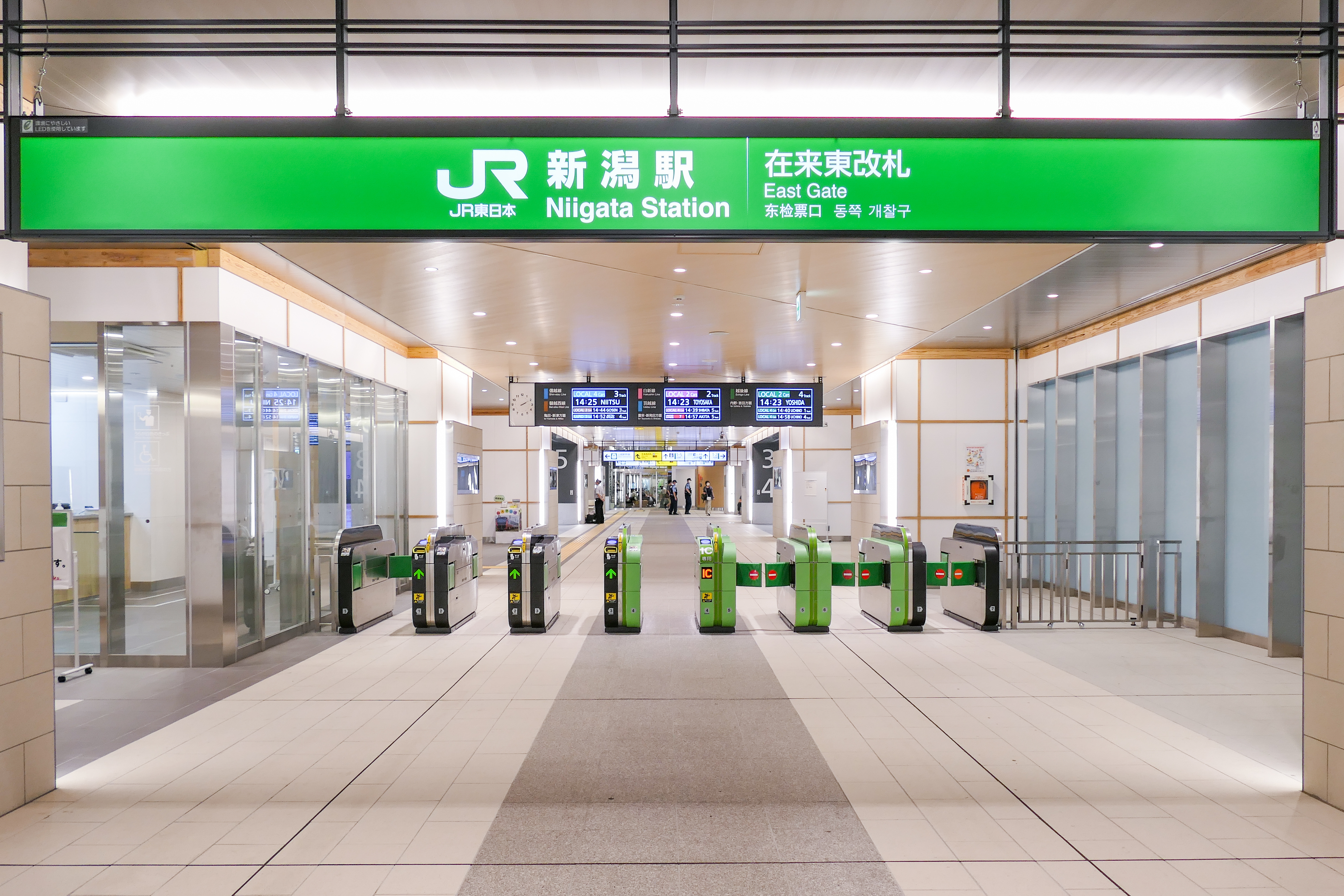
在來東閘口（2022年7月）
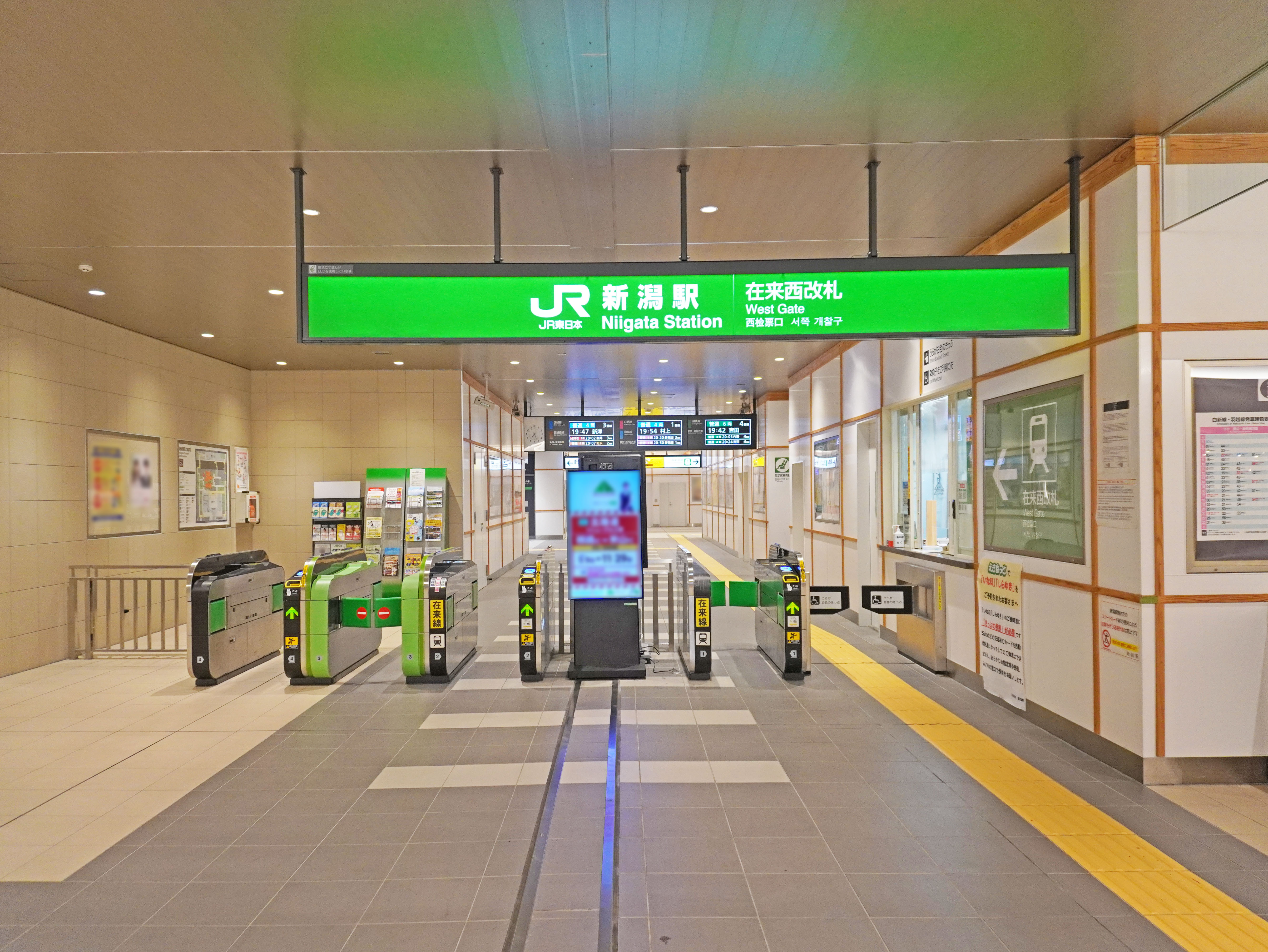
在來西閘口（2022年9月）
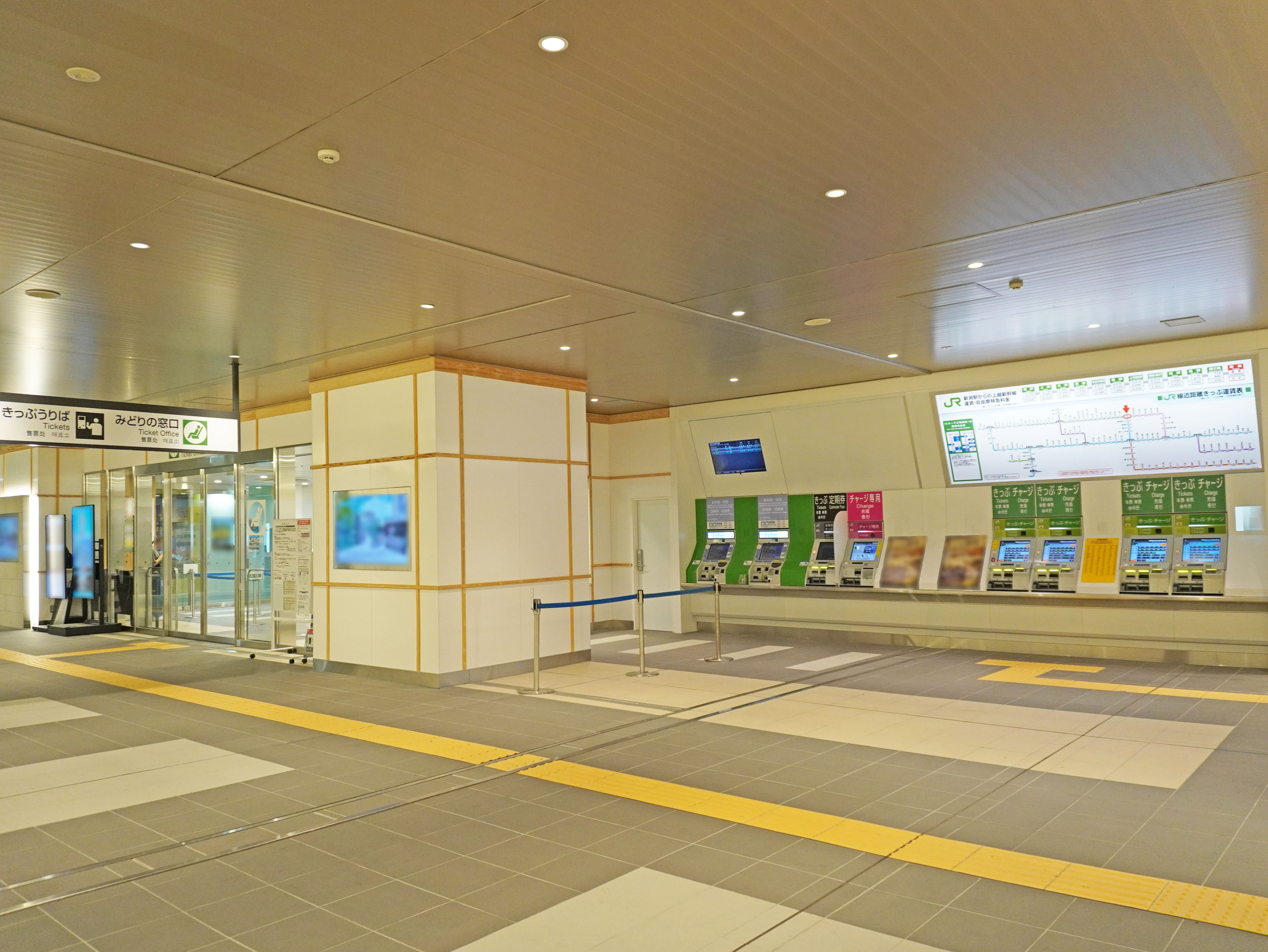
東側售票處（2022年9月）
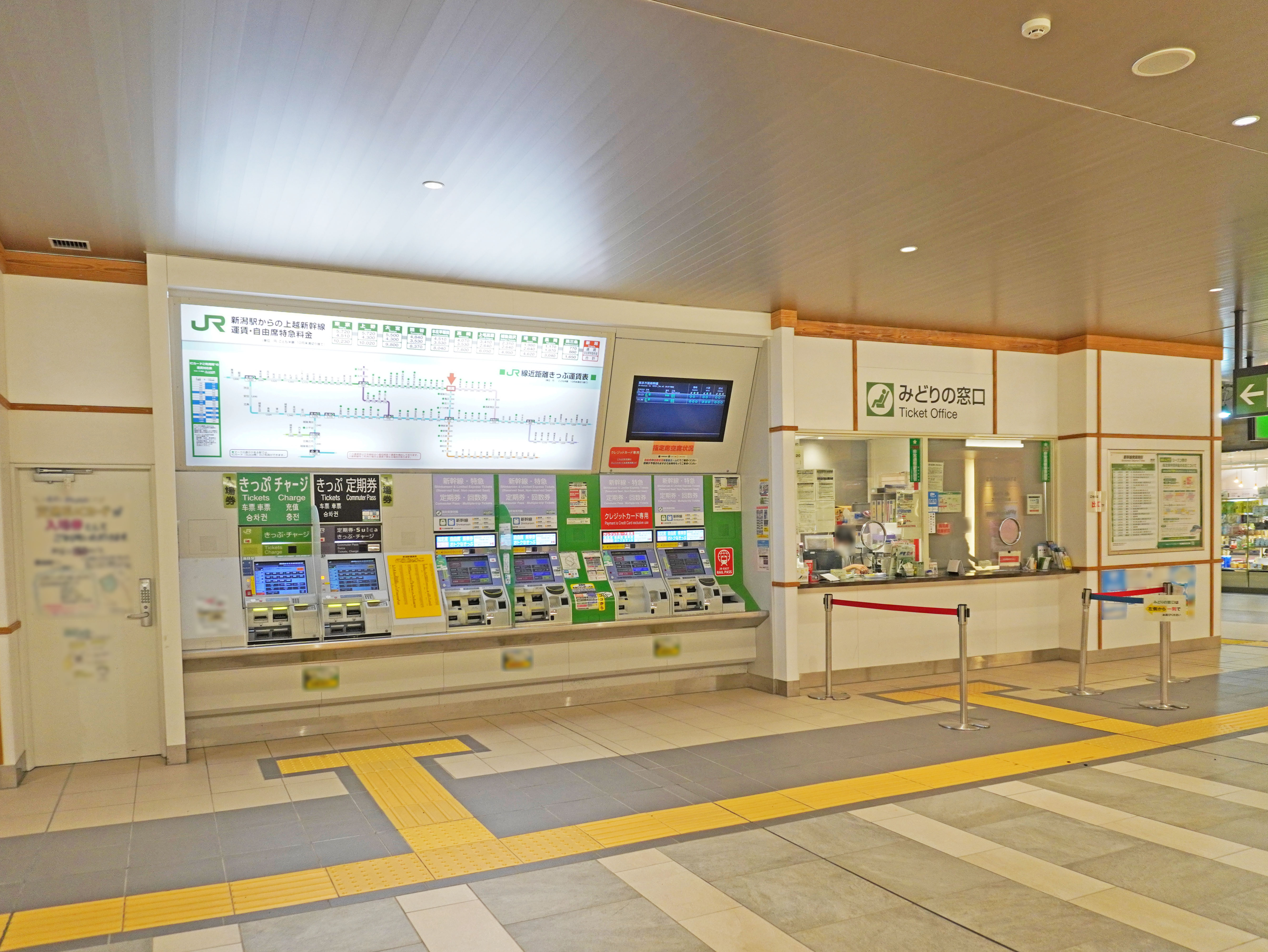
西側售票處（2022年9月）
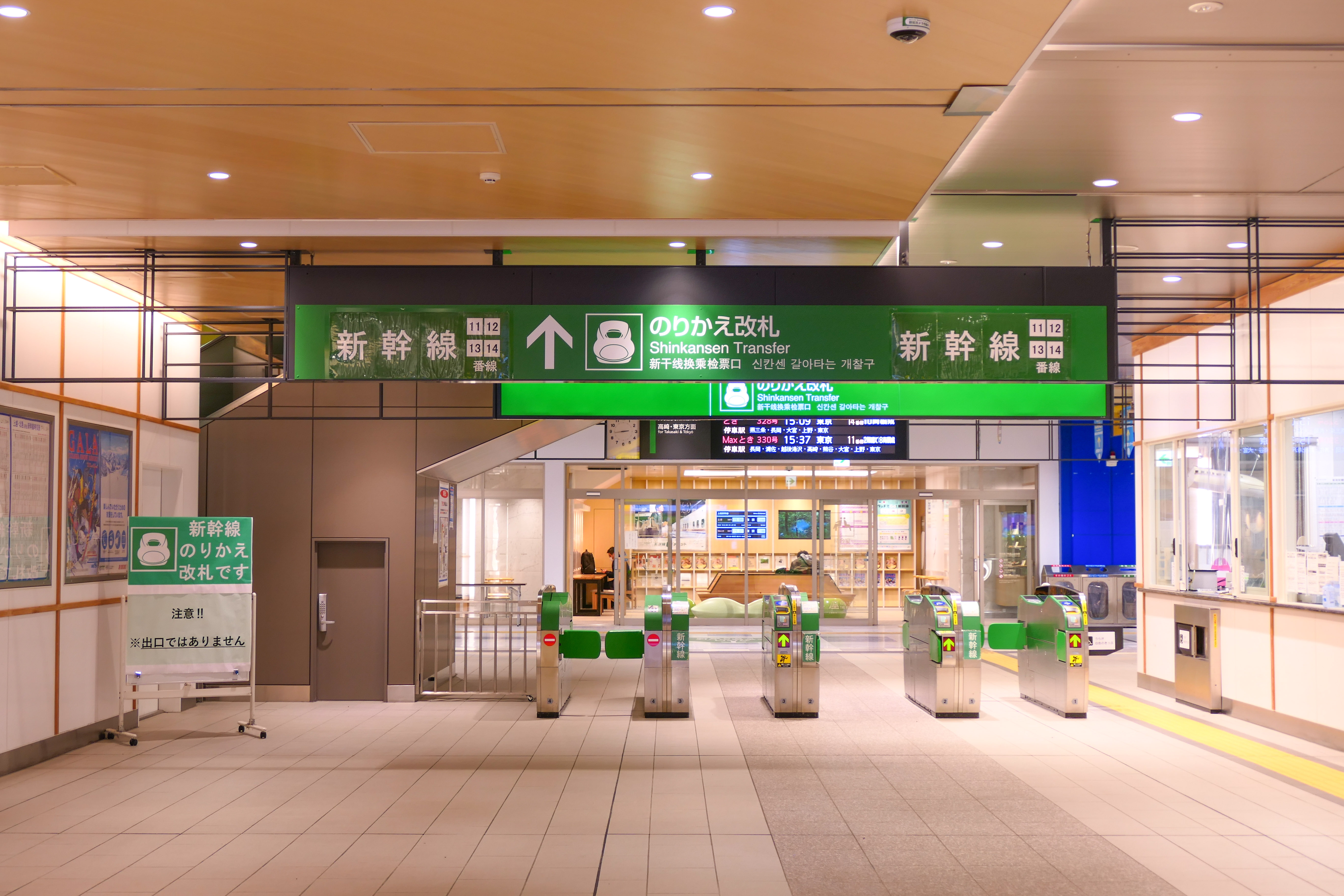
在來線・新幹線換乗閘口（2021年1月）
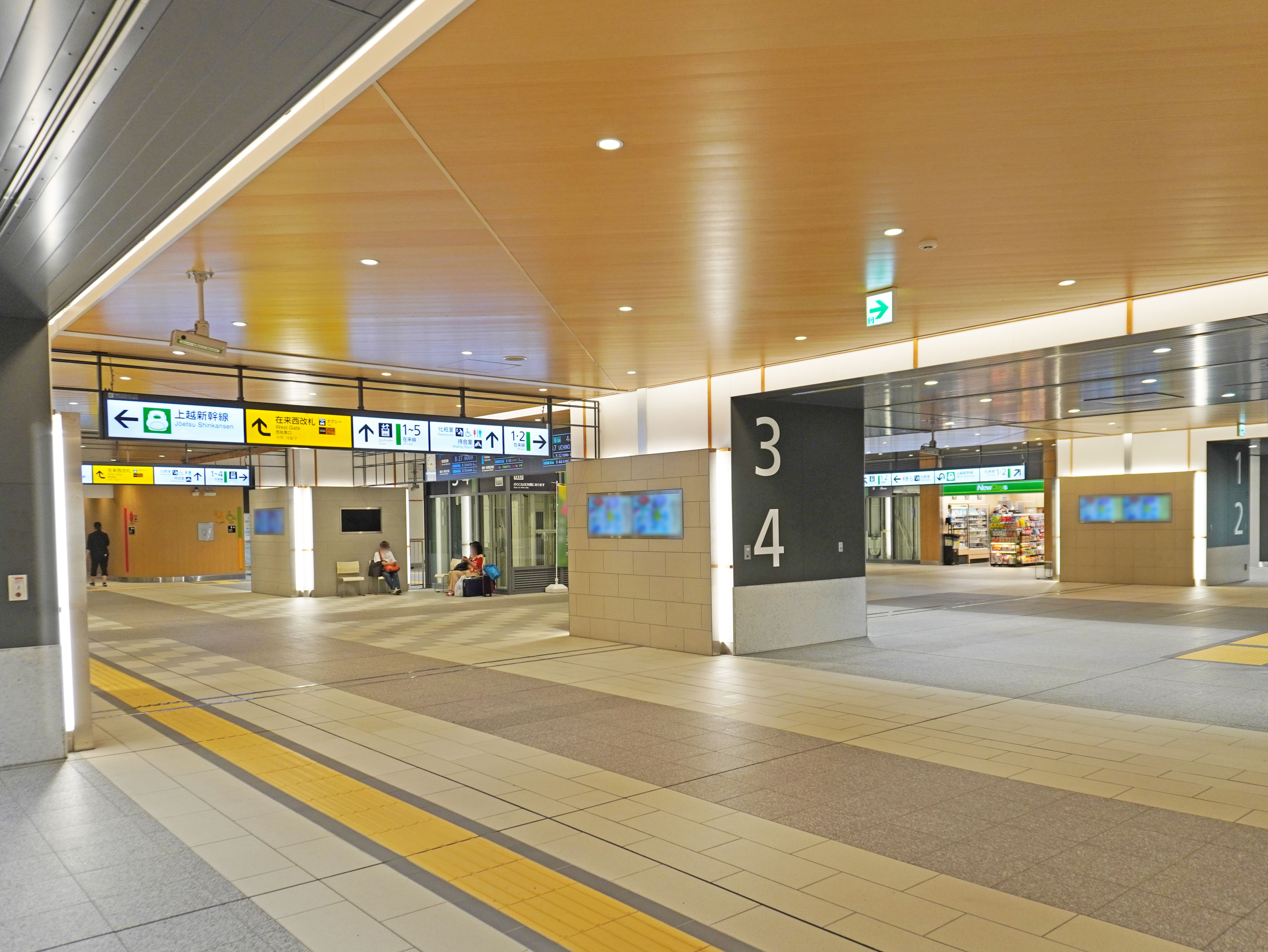
在來線大堂（2022年9月）
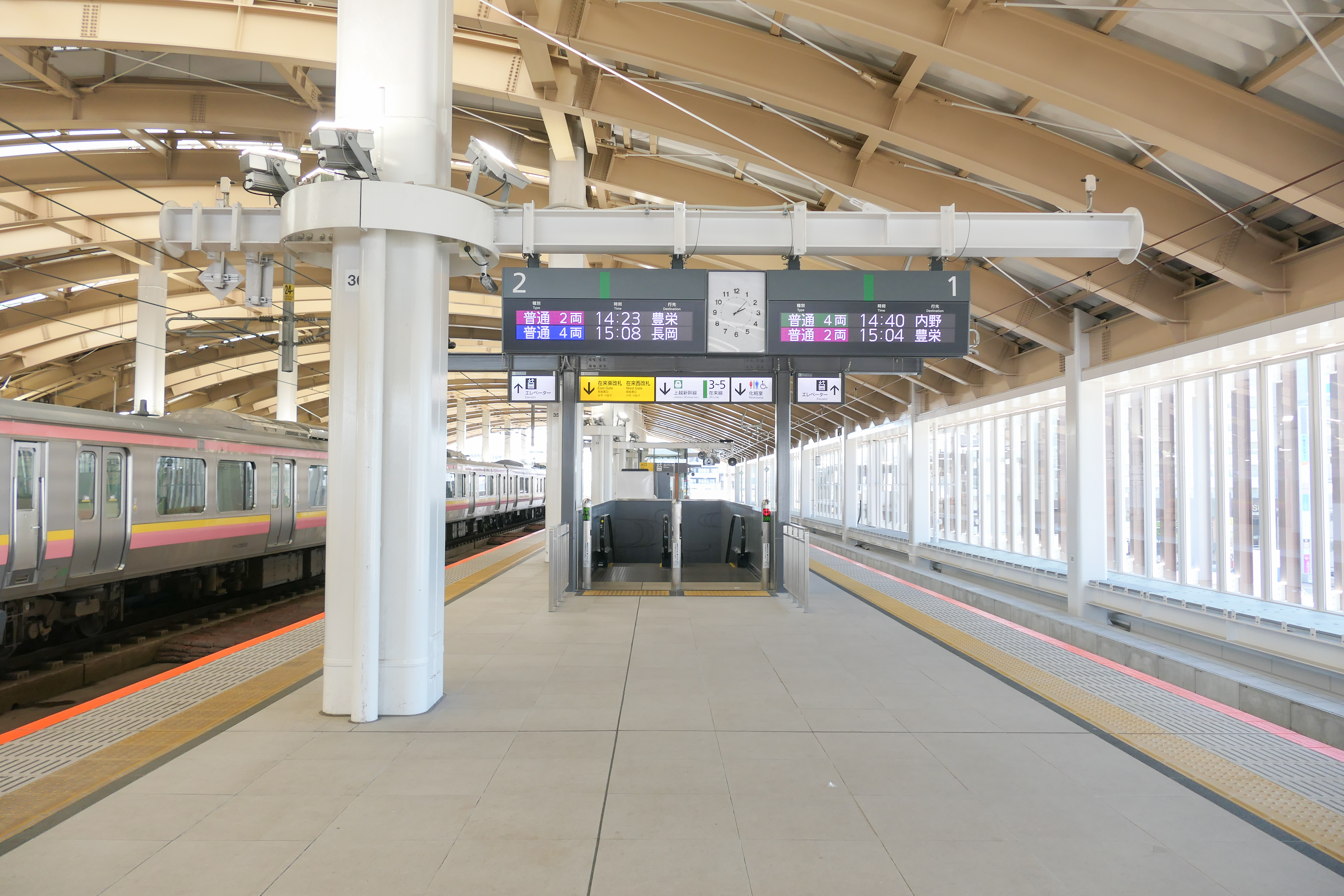
在來線1・2號月台（2022年7月）
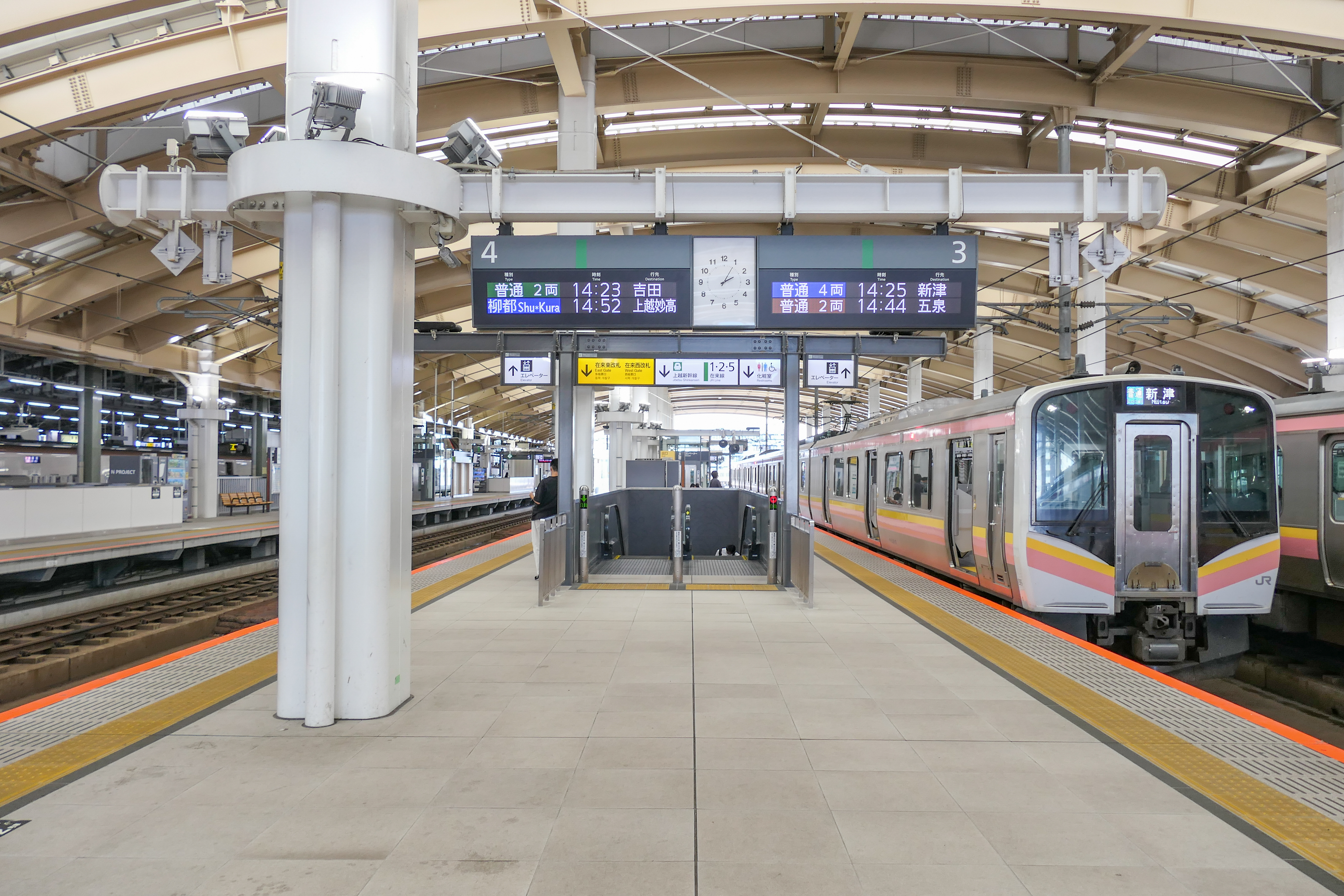
在來線3・4號月台（2022年7月）
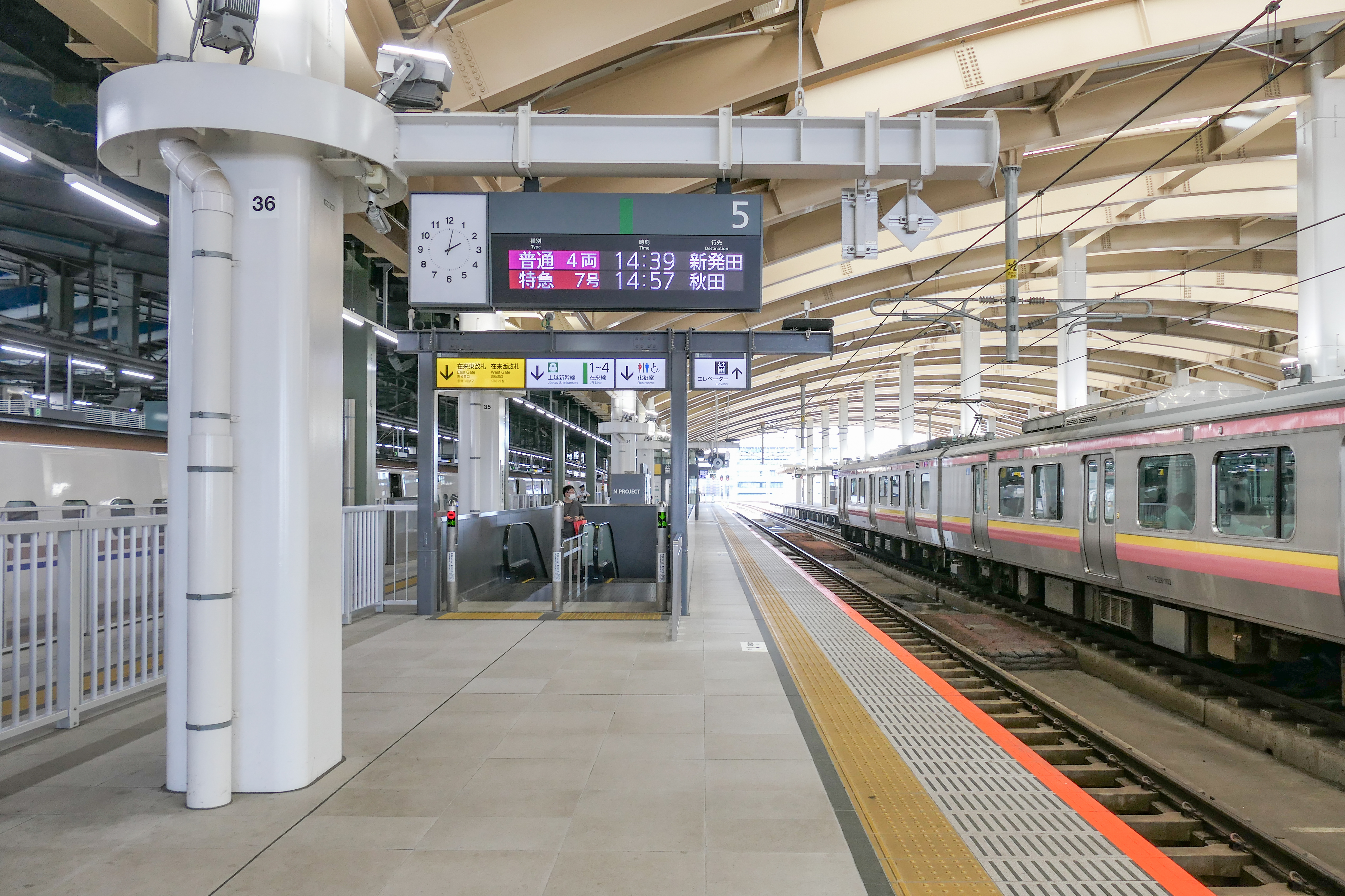
在來線5號月台（2022年7月）

新幹線
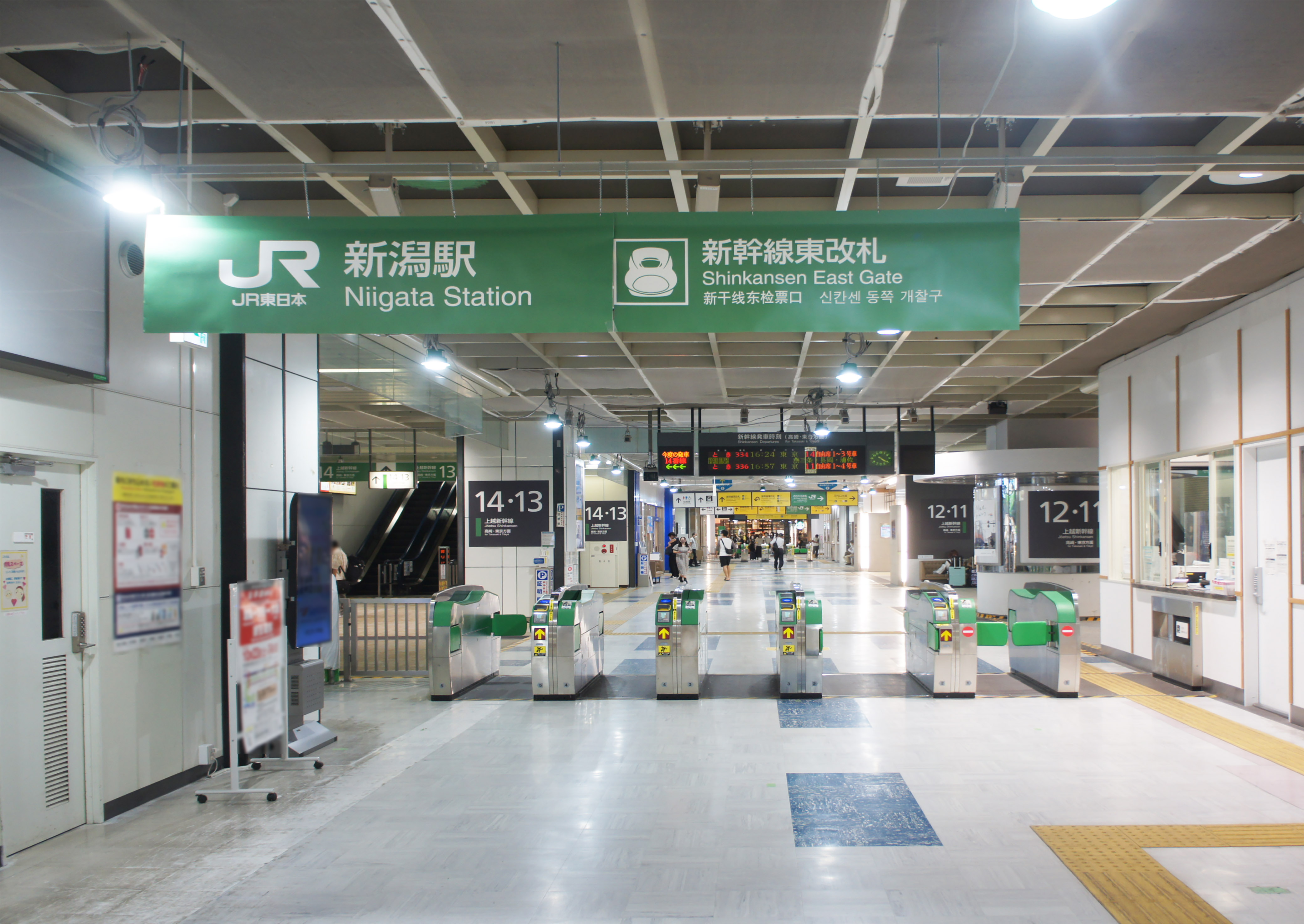
新幹線東閘口（2021年9月）
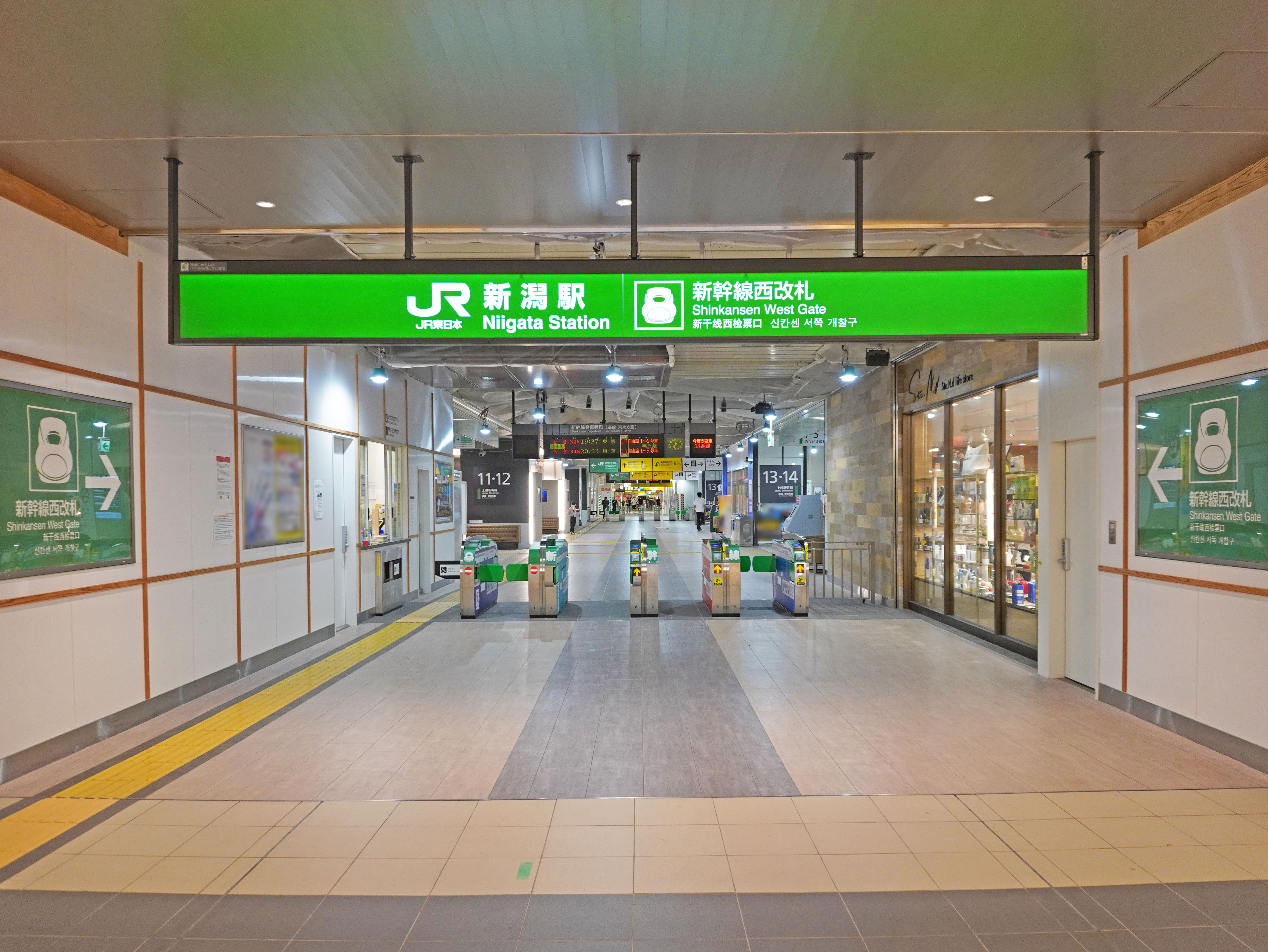
新幹線西閘口（2022年9月）
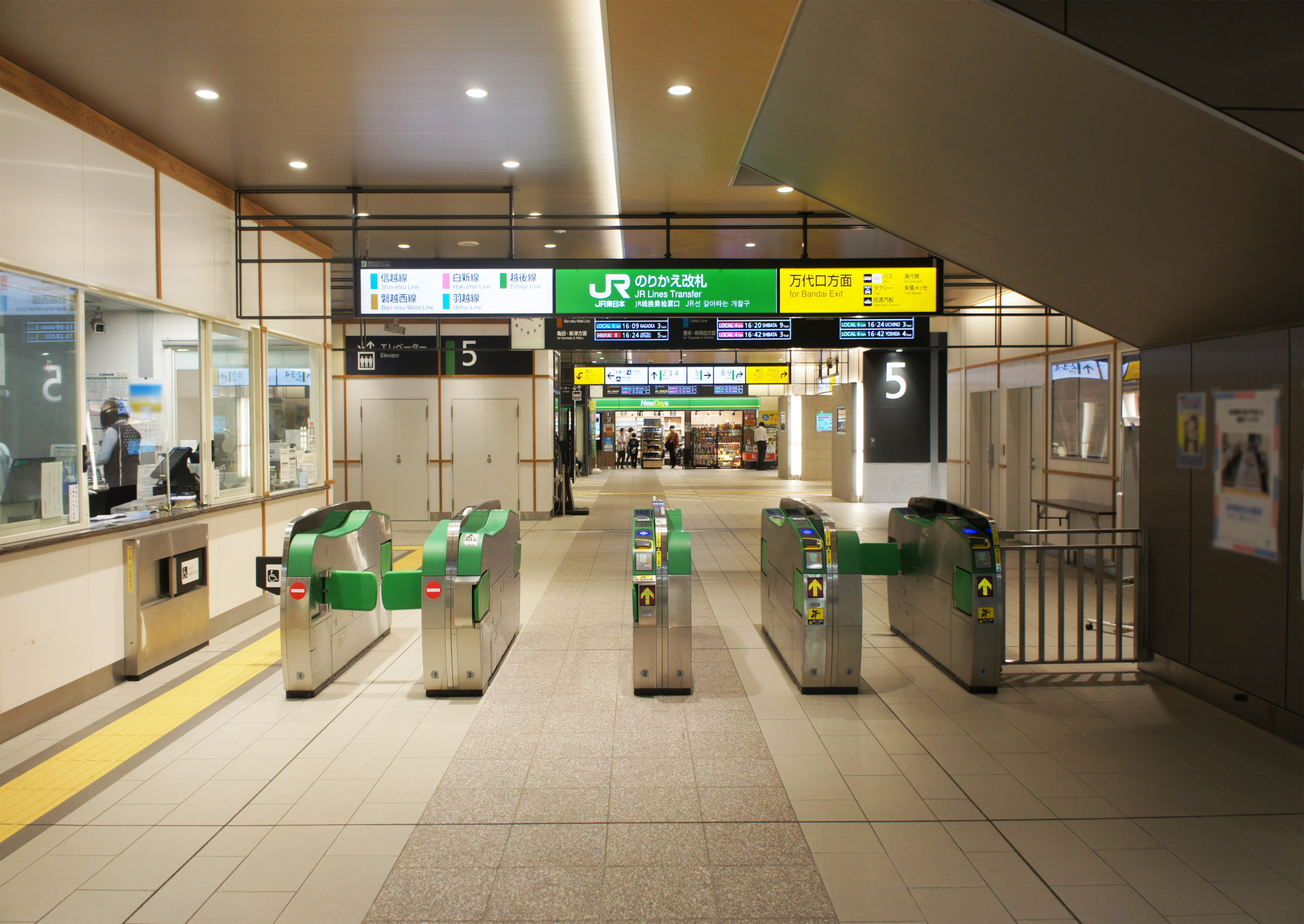
新幹線・在來線乗換閘口（2021年9月）
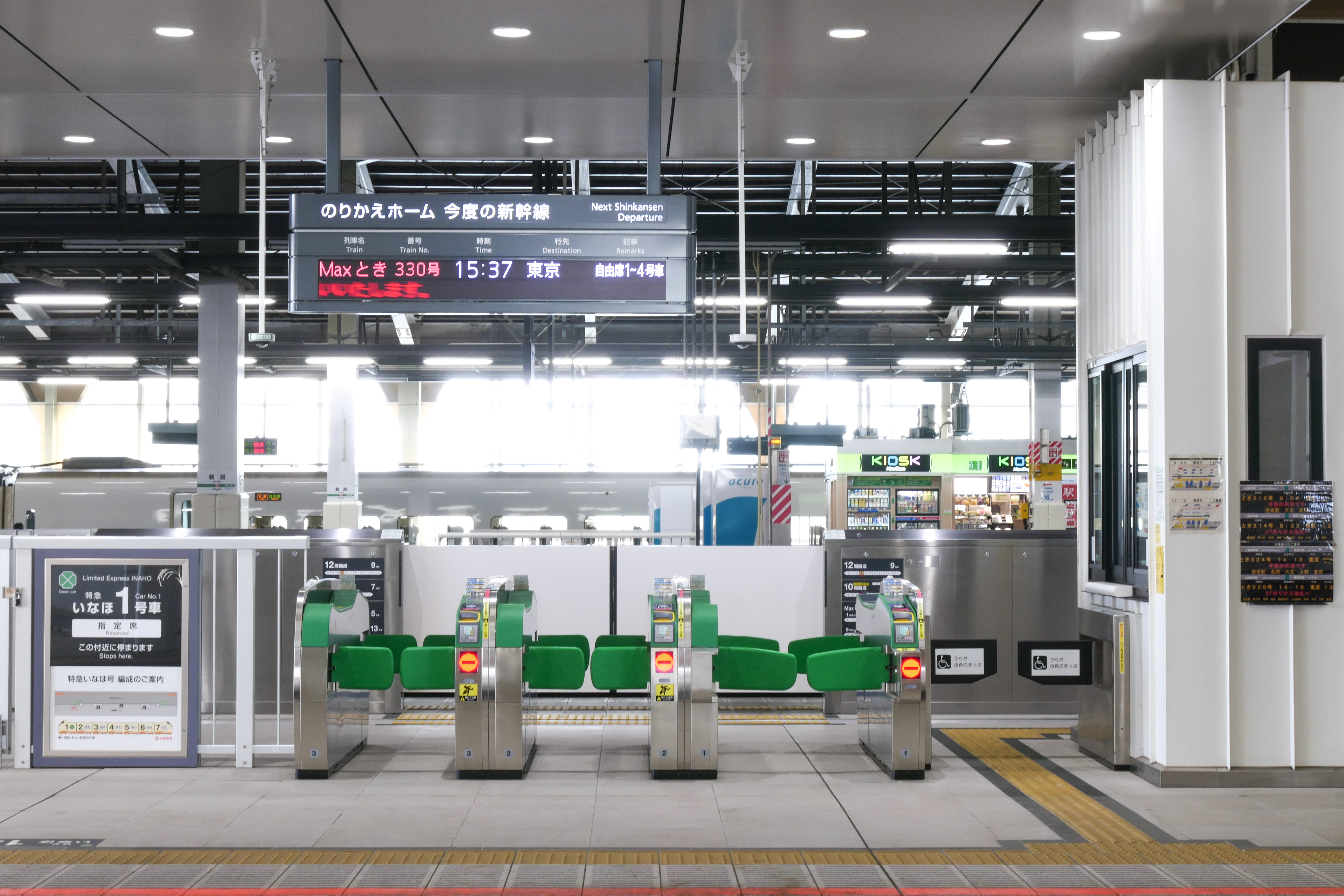
新幹線・在來線換乗月台閘口（2021年1月）
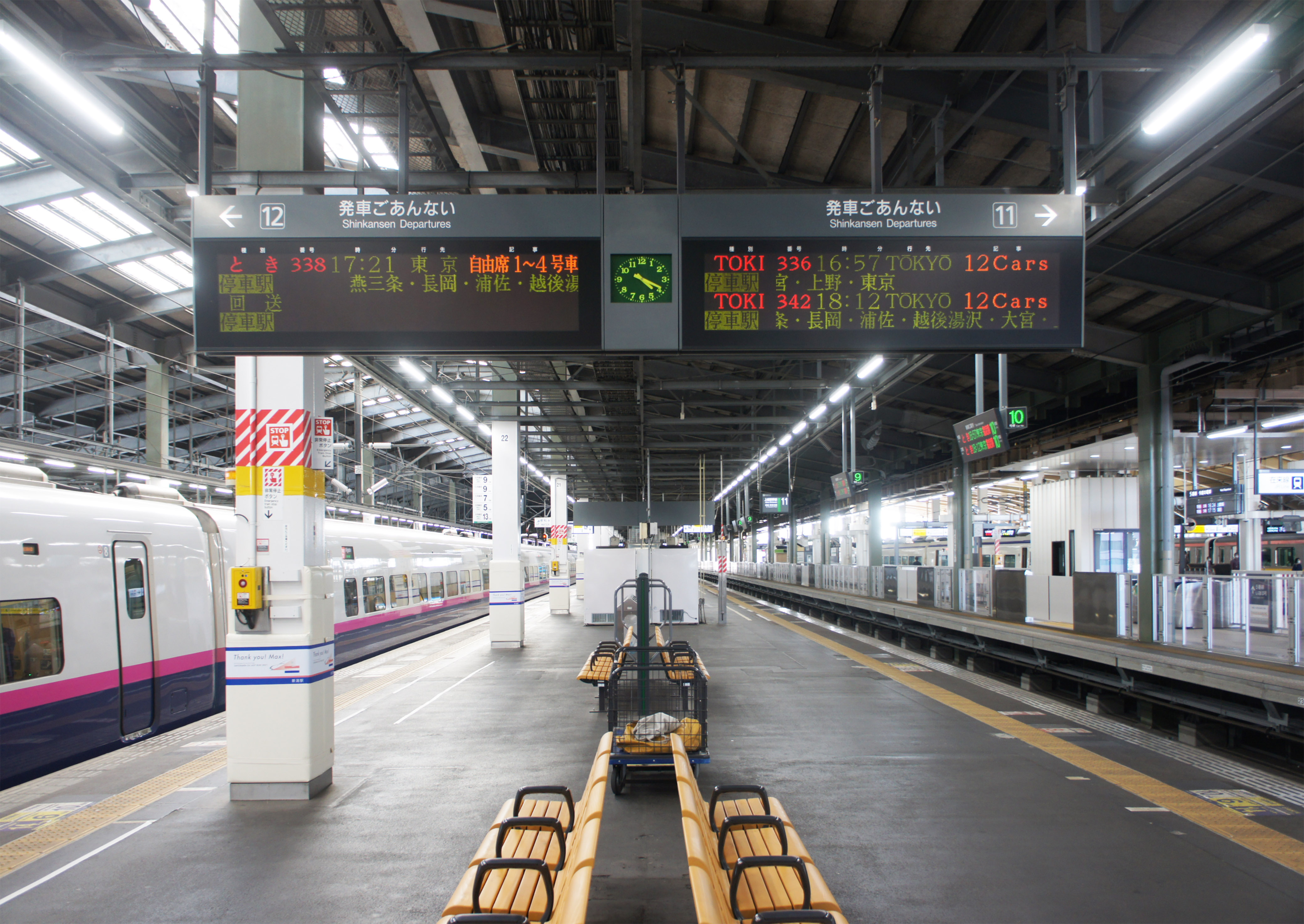
新幹線11・12號月台（2021年9月）
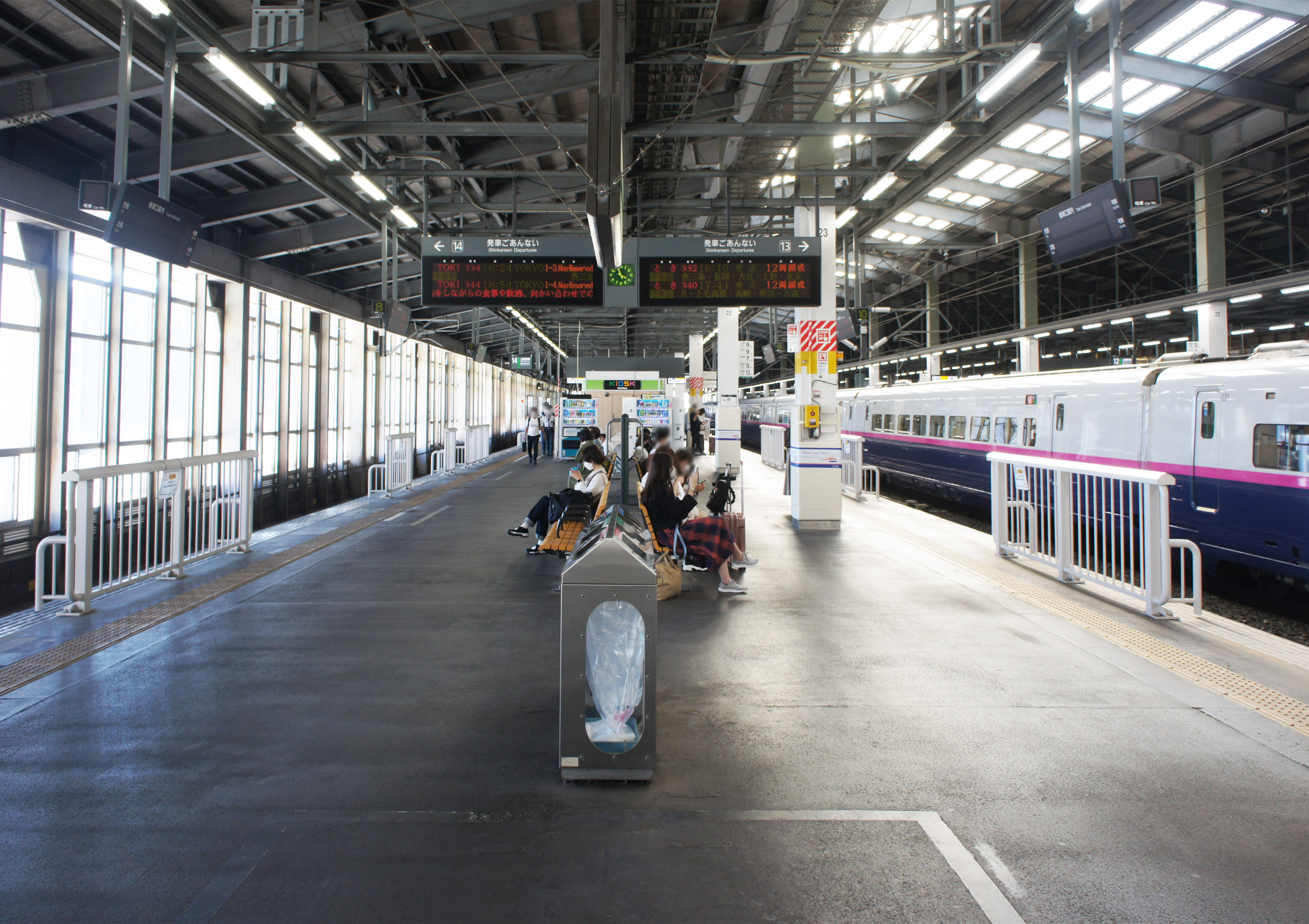
新幹線13・14號月台（2021年9月）
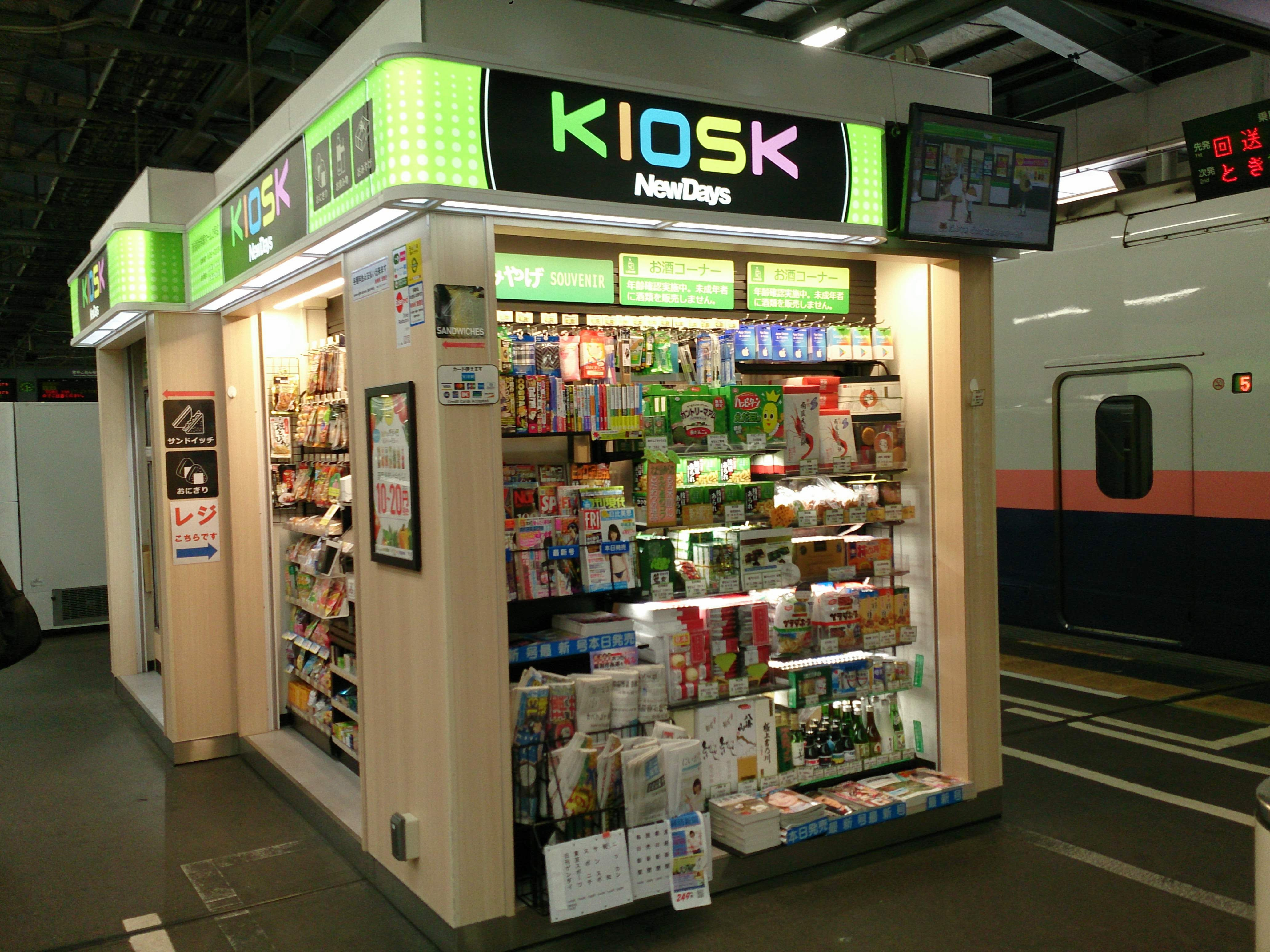
キオスク（2018年8月）

## 使用狀況
每日平均乘車人數
- 37,050人（2005年度）。在JR東日本內排名第108位。
- 36,769人（2006年度）。在JR東日本內排名第111位。

## 相鄰車站
東日本旅客鐵道
上越新幹線
燕三條－新潟
■信越本線、■磐越西線
- 特急「白雪」、快速「Rakuraku Train信越」「早安信越」

□快速「阿賀野」
新津－（只限下行停靠越後石山）－新潟
■快速
龜田－（部分停靠越後石山）－新潟
■普通
越後石山－（上沼垂信號場）－新潟
■白新線
- 特急「稻穗」、快速「Rakuraku Train村上」、臨時快速「美美羽越」始發站

□快速「紅花」、■快速
新潟－豐榮
■普通
新潟－（上沼垂信號場）－東新潟
■越後線
上所－新潟

## 外部連結
- JR東日本－新潟站 （页面存档备份，存于）（日語）

37°54′43″N 139°3′43″E / 37.91194°N 139.06194°E